# Fogolyformák

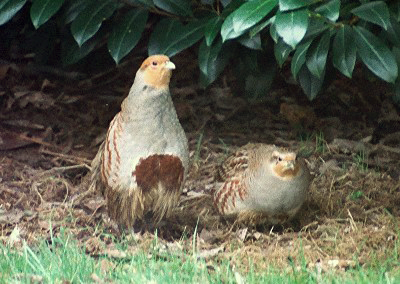
Fogoly (Perdix perdix)

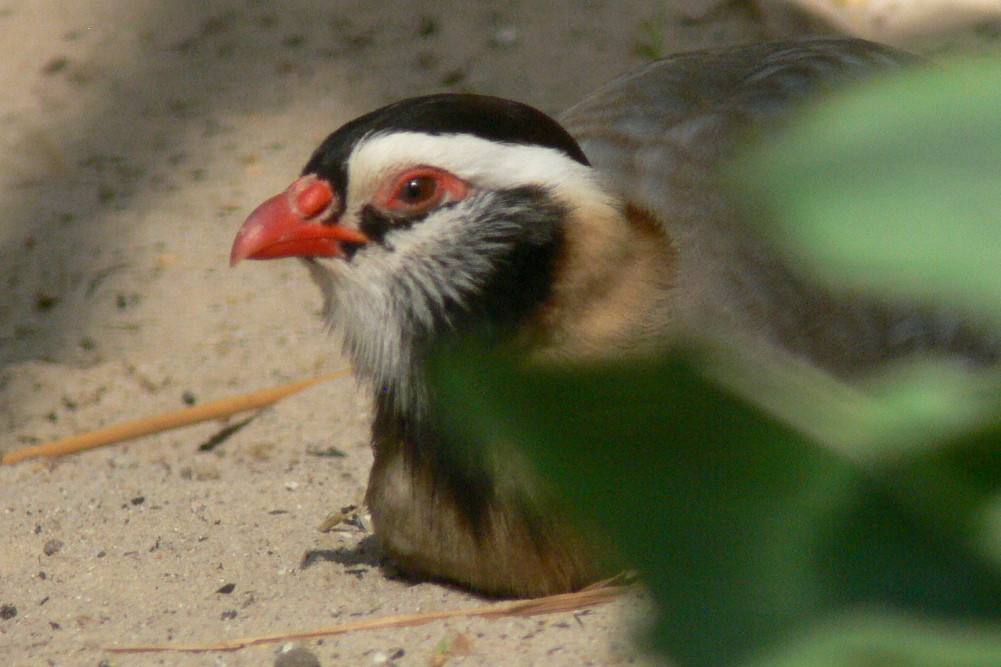
Arab szirtifogoly (Alectoris melanocephala)

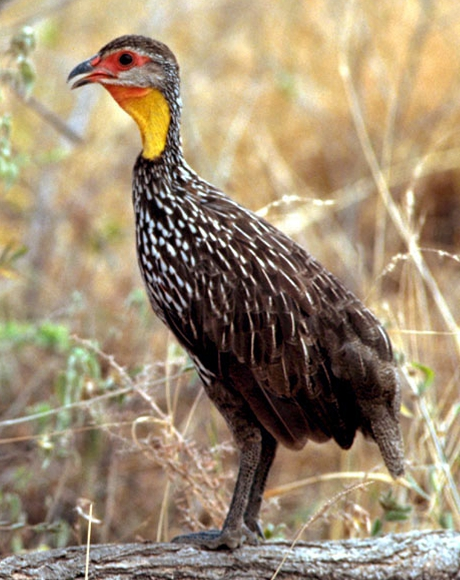
Sárganyakú frankolin (Francolinus leucoscepus)

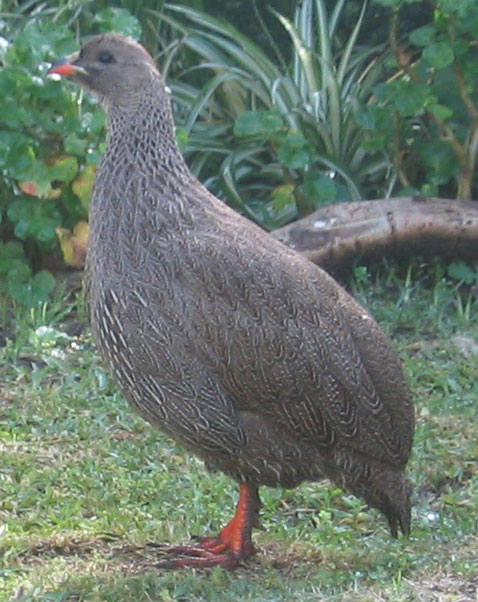
Francolinus capensis

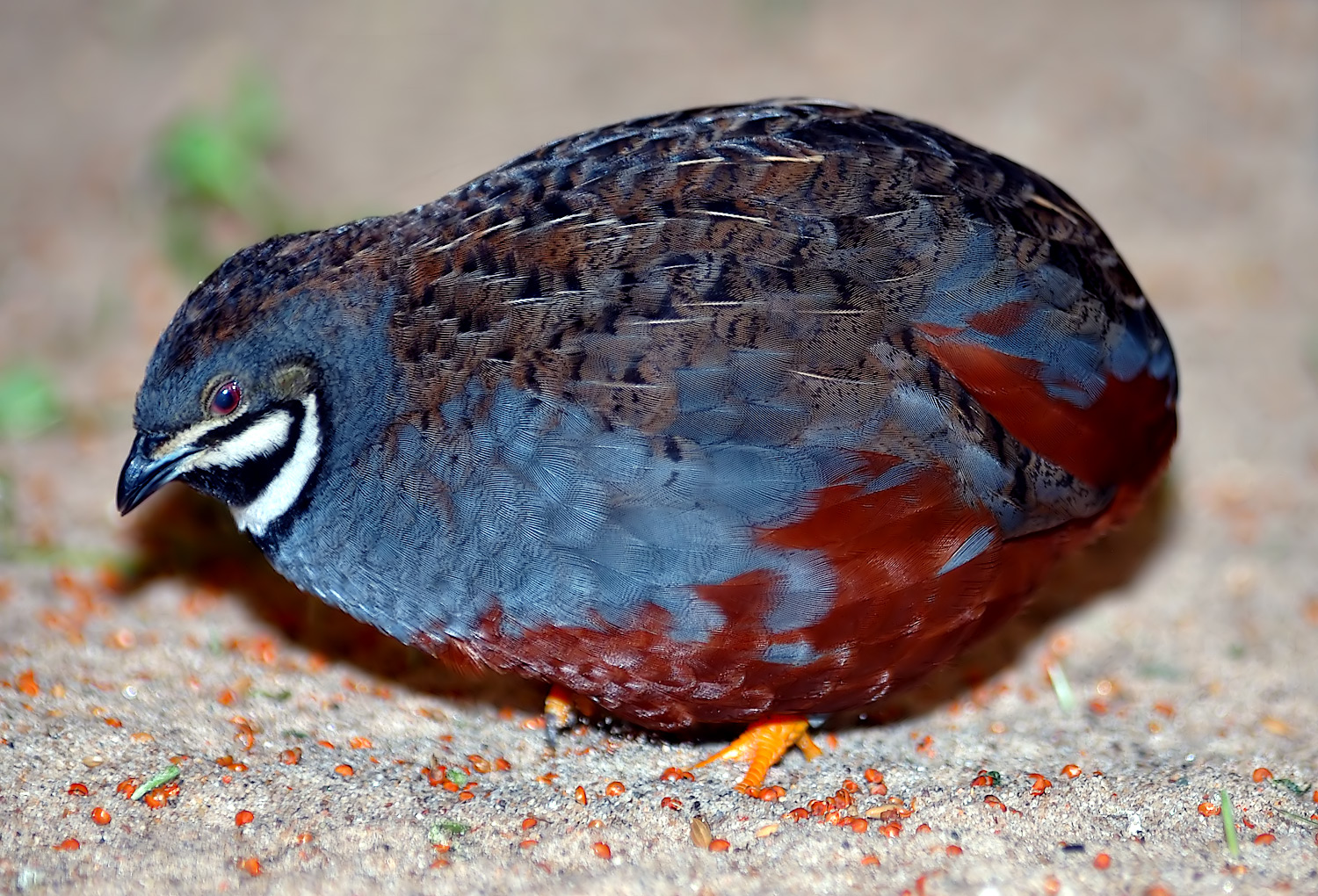
Kínai törpefürj (Coturnix chinensis)

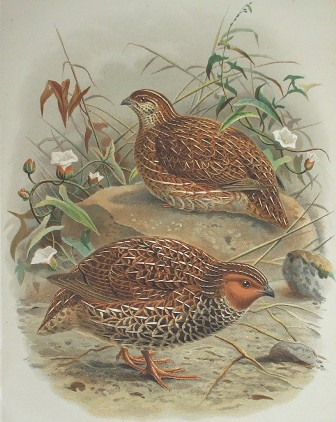
Új-zélandi fürj (Coturnix novaezelandiae(

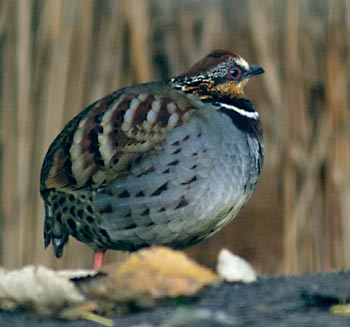
Rickett erdeifoglya (Arborophila gingica)

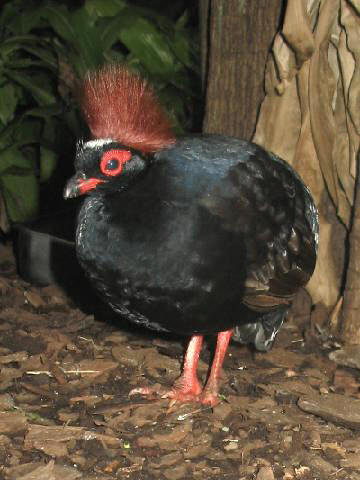
Hím rulrul (Rollulus rouloul)

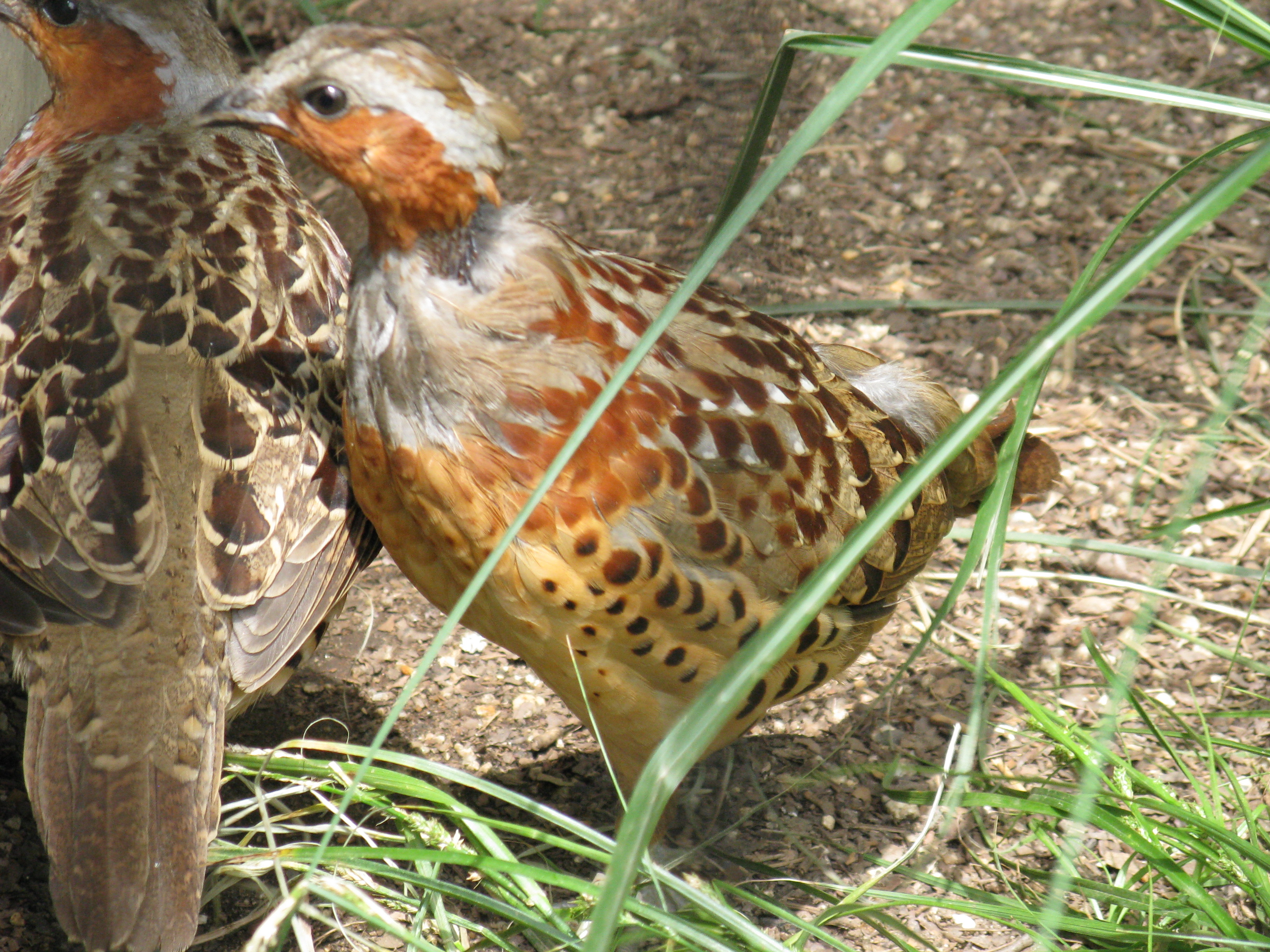
Kínai bambusztyúk (Bambusicola thoracica)

A fogolyformák (Perdicinae) a madarak osztályának tyúkalakúak (Galliformes) rendjébe és a fácánfélék (Phasianidae) családjába tartozó alcsalád.
2 nem és 108 faj tartozik az alcsaládba

## Rendszerezés
Az alcsaládba az alábbi nemek és fajok tartoznak
- Alectoris  (Kaup, 1829) – 7 faj.
  - csukár (Alectoris chukar)
  - barnanyakú szirtifogoly (Alectoris barbara)
  - szirtifogoly (Alectoris graeca)
  - Przevalski-fogoly (Alectoris magna)
  - arab szirtifogoly (Alectoris melanocephala)
  - vörös fogoly (Alectoris rufa)
  - Philby szirtifoglya (Alectoris philbyi)

- Perdix  (Brisson, 1760) – 3 faj
  - fogoly (Perdix perdix)
  - rozsdásmellű fogoly (Perdix dauurica vagy Perdix dauuricae)
  - tibeti fogoly (Perdix hodgsoniae)

- Lerwa  (Hodgson, 1837) – 1 faj 
  - hófogoly (Lerwa lerwa)

- Ammoperdix  (Gould, 1851) – 2 faj
  - sivatagi fogoly (Ammoperdix griseogularis)
  - parti fogoly (Ammoperdix heyi)

- Tetraogallus  (Gray, 1832) – 5 faj 
  - altáji királyfogoly (Tetraogallus altaicus)
  - kaszpi királyfogoly (Tetraogallus caspius)
  - himalájai királyfogoly (Tetraogallus himalayensis)
  - tibeti királyfogoly (Tetraogallus tibetanus)
  - kaukázusi királyfogoly (Tetraogallus caucasicus)

- Tetraophasis (Elliot, 1871) – 2 faj
  - Tetraophasis obscurus
  - Tetraophasis szechenyii

- Anurophasis  (Oort, 1910) – 1 faj 
  - Anurophasis monorthonyx

- Francolinus  (Stephens, 1819) – 41 faj.
  - örvös frankolin (Francolinus francolinus)
  - kínai frankolin (Francolinus pintadeanus)
  - Francolinus gularis
  - Francolinus pictus
  - szürke fogolyfürj (Francolinus pondicerianus)
  - Coqui-frankolin (Francolinus coqui)
  - Schlegel-frankolin (Francolinus schlegelii)
  - bóbitás frankolin (Francolinus sephaena)
  - Latham-frankolin (Francolinus lathami)
  - fehértorkú frankolin (Francolinus albogularis)
  - Finsch-frankolin (Francolinus finschi)
  - szürkeszárnyú frankolin (Francolinus africanus)
  - Francolinus psilolaemus
  - Francolinus streptophorus
  - Shelley-frankolin (Francolinus shelleyi)
  - vörösszárnyú frankolin (Francolinus levaillantii)
  - Francolinus ahantensis
  - Jackson-frankolin (Francolinus jacksoni)
  - Francolinus castaneicollis
  - Clapperton-frankolin (Francolinus clappertoni)
  - sarkantyús frankolin (Francolinus bicalcaratus)
  - Francolinus nobilis
  - Erckel-frankolin (Francolinus erckelii)
  - sárganyakú frankolin (Francolinus leucoscepus)
  - Heuglin-frankolin (Francolinus icterorhynchus)
  - Francolinus rufopictus
  - Francolinus griseostriatus
  - Hartlaub-frankolin (Francolinus hartlaubi)
  - Harwood-frankolin (Francolinus harwoodi)
  - Hildebrandt-frankolin (Francolinus hildebrandti)
  - kameruni frankolin (Francolinus camerunensis)
  - fokföldi frankolin (Francolinus capensis)
  - Nahan-frankolin (Francolinus nahani)
  - natáli frankolin (Francolinus natalensis)
  - vörösnyakú frankolin (Francolinus afer)
  - pettyes frankolin  (Francolinus adspersus
  - Francolinus squamatus
  - Swainson-frankolin (Francolinus swainsoni)
  - Erckel-frankolin (Francolinus swierstrai)
  - dzsibuti frankolin (Francolinus ochropectus)
  - fogolyfrankolin (Francolinus levalliantoides)

- Rhizothera  (Gray, 1841) – 2 faj 
  - hosszúcsőrű erdeifogoly (Rhizothera longirostris)
  - Rhizothera dulitensis

- Margaroperdix  (Reichenbach, 1853) – 1 faj 
  - madagaszkári gyöngyfürj (Margaroperdix madagarensis)  más néven  (Margaroperdix madagascariensis)

- Melanoperdix  (Jerdon, 1864) – 1 faj 
  - fekete erdeifogoly (Melanoperdix niger)  más néven  (Melanoperdix nigra)

- Coturnix  (Bonnaterre, 1791) – 9 faj 
  - kínai törpefürj (Coturnix chinensis)
  - esőfürj (Coturnix coromandelica)
  - harlekinfürj (Coturnix delegorguei)
  - japán fürj (Coturnix japonica)
  - feketemellű fürj (Coturnix pectoralis)
  - fürj (Coturnix coturnix)
  - új-zélandi fürj (Coturnix novaezelandiae) – kihalt
  - Coturnix ypsilophora
  - kék fürj (Coturnix adansonii)

- Perdicula  (Hodgson, 1837) – 4 faj 
  - Perdicula asiatica
  - Perdicula argoondah
  - Perdicula erythrorhyncha
  - manipuri erdeifogoly (Perdicula manipurensis)

- Ptilopachus  (Swainson, 1837) – 1 faj
  - kövi fogoly (Ptilopachus petrosus)

- Bambusicola  (Gould, 1863) – 2 faj 
  - hegyi bambusztyúk (Bambusicola fytchii)
  - kínai bambusztyúk (Bambusicola thoracica) vagy (Bambusicola thoracicus)

- Ophrysia  (Bonaparte, 1856) – 1 kihalt faj
  - himalájai fürj (Ophrysia superciliosa) – kihalt